# Basta (Lorenzo Campani)
Basta è un brano musicale, interpretato dal cantante italiano Lorenzo Campani feat Claudia Megrè, pubblicato il 14 febbraio 2017 come primo singolo. Composto nella parte musicale e nel testo dagli stessi interpreti e da Emilio Munda, produttore e autore in esclusiva Sugar Music. Il brano è edito da Chiasso Dal Fosso, Med Music Corporate, Live Tribe Music, Sugar Music e prodotto da Emilio Munda.

## Il video
Il video musicale ufficiale del brano, è stato pubblicato il 14 aprile 2017 nel canale ufficiale YouTube di Lorenzo Campani. La realizzazione è stata affidata a "Cinematography" di Andrea Toy Bonvicini, con la post produzione di Cambusa Wave Production di Reggio Emilia.

## Tracce
Download digitale
Testi e musiche di Lorenzo Campani, Claudia Megrè, Emilio Munda; edizioni musicali Sugar Music, Chiasso Dal Fosso, Med Music Corporate, Live Tribe Music.
1. Basta – 3:30